# Estadio Cuscatlán
El Estadio Cuscatlán es un estadio de fútbol ubicado en la ciudad de San Salvador, El Salvador. Fue inaugurado en 1976. Puede albergar 44 836 espectadores, convirtiéndolo en el estadio con mayor capacidad de aficionados de Centroamérica y el Caribe. El estadio ha sufrido constantemente remodelaciones entre las cuales se pueden mencionar las de 1997, 2007, 2008, 2015, con el cambio de colores alusivos a la bandera del país (azul y blanco), y la más reciente en 2020, con la instalación de una nueva pantalla led 4K de 100 m² y 54 nuevas luminarias en haluro metal de 1500 watts con capacidad de 1000 luxes, y un sistema de riego automatizado.

## Origen del nombre
A la par de la construcción se llevó a cabo un concurso para ponerle nombre al estadio, surgiendo tres nombres posibles: San Salvador, Fraternidad y Cuscatlán; al final se designó Monumental Estadio Cuscatlán.

## Historia
La necesidad de construir un gran estadio y moderno en El Salvador surgió en septiembre de 1969, si bien la edificación del Monumental estadio es pequeña en comparación con los gigantes estadios de otras regiones a nivel mundial. Estaba previsto que el estadio Cuscatlán fuera el más grande y moderno estadio funcional de la época de toda Centroamérica y el Caribe, aún en la actualidad sigue siendo el estadio más grande de la región.
En marzo de 1970 se constituyó la sociedad Estadios Deportivos de El Salvador, S. A., (EDESSA S. A. de C. V.), y en julio del mismo año se firmó la constitución de la Sociedad ante el notario René Padilla y Velasco.

### Construcción
Con Estadios Deportivos de El Salvador, S. A. ya establecida, el estadio empezó a ser edificado en la parte sur de San Salvador. La primera piedra de la obra se puso el 16 de abril de 1971 por el entonces Presidente de la República Coronel Fidel Sánchez Hernández. Sobre la cancha se tomaron dos decisiones: hacerlo con grama tipo barrenillo o Perú y un excelente drenaje. La construcción de la obra se encomendó a las empresas Simán, S.A., Constructora Técnica, Inversiones y Valores, S.A., bajo la supervisión de López Muñoz y Arquitectos.
El financiamiento de la construcción del estadio fue a través de una línea de crédito especial del Banco de Reserva y bajo la responsabilidad financiera del Banco Cuscatlán, S. A., La Financiera de Desarrollo, S. A., y la Centroamericana, S. A.

### Inauguración
La inauguración del estadio se llevó a cabo el 24 de julio de 1976, después de realizar un concurso para buscarle un nombre, fue así que se denominó Monumental Estadio Cuscatlán. El juego inaugural estuvo a cargo del Borussia Mönchengladbach de Alemania y la Selección de fútbol de El Salvador, cuyo resultado fue 2-0 a favor del equipo alemán.
| Fecha       | Condición | Equipo      |                        | Resultado |                     | Equipo                   | Espectadores |
| ----------- | --------- | ----------- | ---------------------- | --------- | ------------------- | ------------------------ | ------------ |
| 24 de julio | Amistoso  | El Salvador | Bandera de El Salvador | 0 - 2     | Bandera de Alemania | Borussia Mönchengladbach | 55 000       |
El Estadio Flor Blanca, ahora Estadio Nacional Jorge "El Mágico" González, había sido la sede de la Selección Nacional de El Salvador cuando se clasificaron a la Copa Mundial de Fútbol de 1970. Siete años después, fue construido para albergar los partidos como local del equipo nacional.

### Actualidad
Actualmente es el estadio más grande de Centroamérica y el Caribe. El 4 de febrero de 2020 se estrenó la nueva pantalla led digital 4K electrónica tiene una dimensión de 10.24 m² metros de ancho por 6.72 m² de alto, la cual incluye un software especial para programación de eventos deportivos, cuatro gabinetes a una cara con iluminación led, celosía con letras encajueladas, timer, y letras recortadas de “Monumental Estadio Cuscatlán”. el software deportivo de alto nivel manejado por esta enorme pantalla, es de los primeros en la región Centroamericana en implementarse en un estadio. La moderna pantalla realmente es una enorme valla de circuito cerrado, además se implementó un sistema de riego automatizado, de nueva generación. Cuenta con sonido interno compuesto por 26 parlantes con una potencia total de 24 000 vatios. Las anteriores trompetas proporcionaban un sonido de 6000 vatios.
A partir de mayo de 2011, en un terreno anexo al estadio, se inició el proyecto de construcción de tres canchas de fútbol rápido. y una de 11 para 11 que sirve también para entrenamiento.
El 2015, se le hizo una nueva remodelación cambiando su antiguo color amarillo a los colores alusivos a su bandera azul y blanco con un costo de 250 000 dólares, que acabó el 11 de noviembre del mismo año.
En 2020 se ha reforzado el sistema de iluminación del estadio con la instalación de 54 nuevas luminarias en haluro metal de 1500 watts con capacidad de 1000 luxes, más un nuevo sistema de riego automatizado por aspersión, que cuenta con 12 aspersores dentro del terreno de juego y 18 perimetrales, dividiendo la irrigación por zonas y optimizando el agua. Este sistema podrá ser manejado con conectividad wifi desde una aplicación del teléfono celular. El riego automatizado facilita la irrigación mediante un sensor que monitorea el estado de humedad de la tierra, regando la grama únicamente cuando necesite agua. Por lo tanto, si el nivel de humedad es bajo, se enciende el sistema y si por el contrario el nivel de humedad es alto, este se apaga.

## Instalaciones y capacidad
El Monumental Estadio Cuscatlán cuenta con la siguiente distribución en sus instalaciones:
| Localidad            | Color      | FIFA   |
| -------------------- | ---------- | ------ |
| Platea               | Azul Cielo | 2013   |
| Tribuna Norte        | Tabaco     | 1672   |
| Tribuna Sur          | Marino     | 1709   |
| Sombra Norte         | Verde      | 4900   |
| Sombra Sur           | Amarillo   | 2500   |
| Sol Preferente Norte | Negro      | 4220   |
| Sol Preferente Sur   | Naranja    | 6044   |
| Sol General          | Bermellón  | 16.278 |
| Palcos               | Blanco     | 3400   |
| Extras               | Muros      | 2000   |
|                      | TOTAL      | 44.836 |

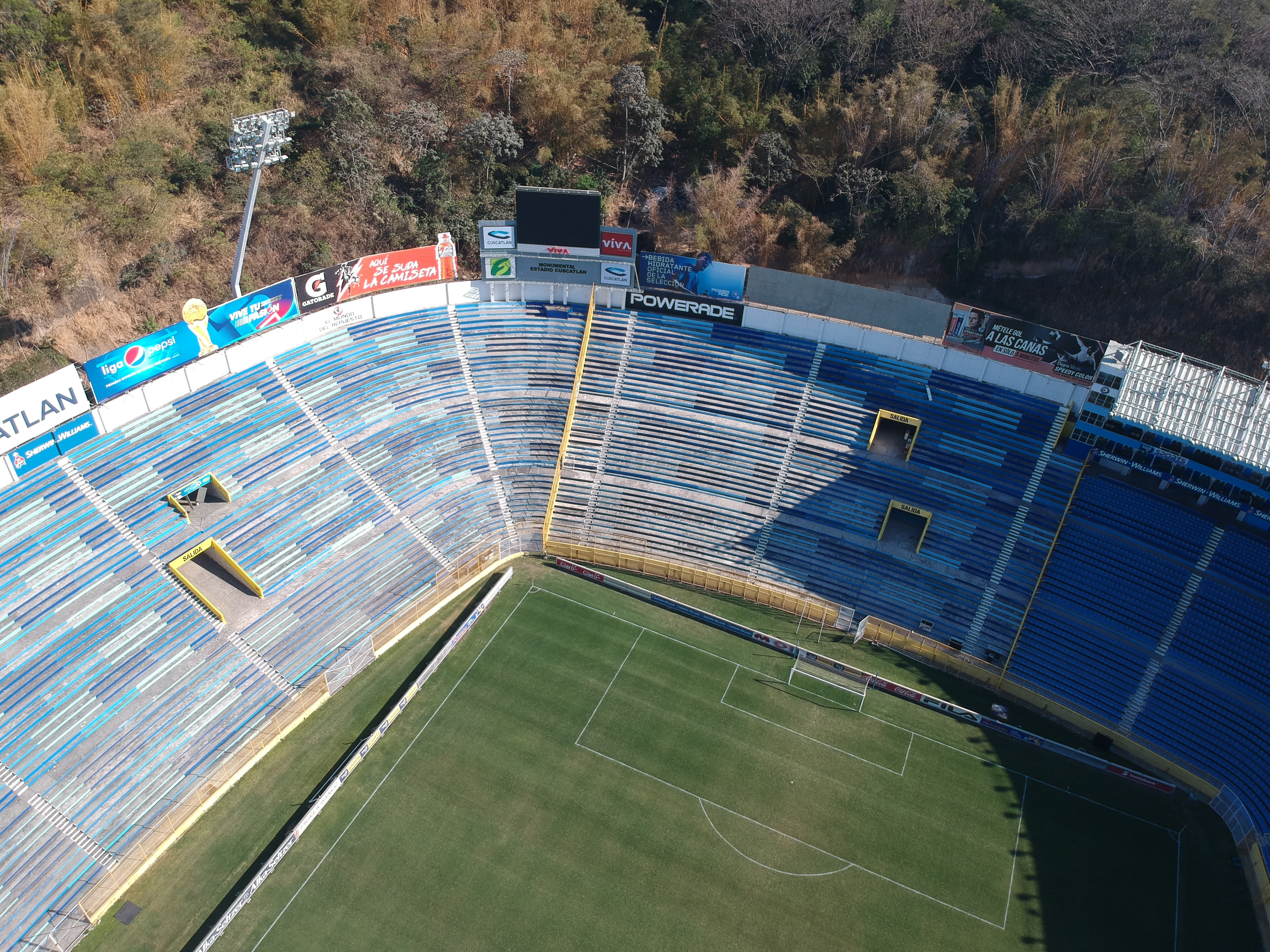
Nueva pantalla led 4K ubicada al costado Sur del Estadio Cuscatlán vista desde arriba.

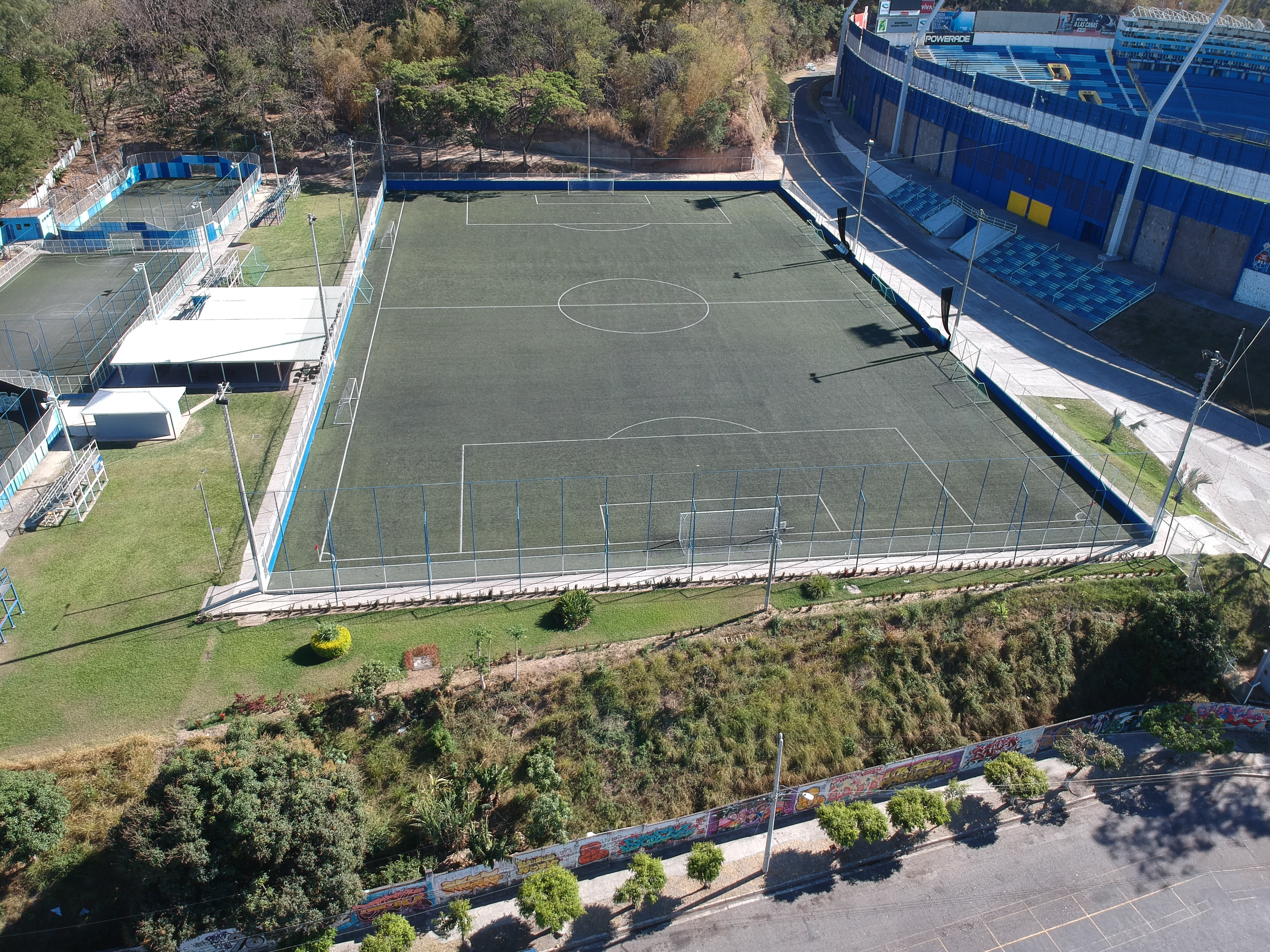
Una vista de las canchas de entrenamiento fuera del Estadio y las de fútbol sala

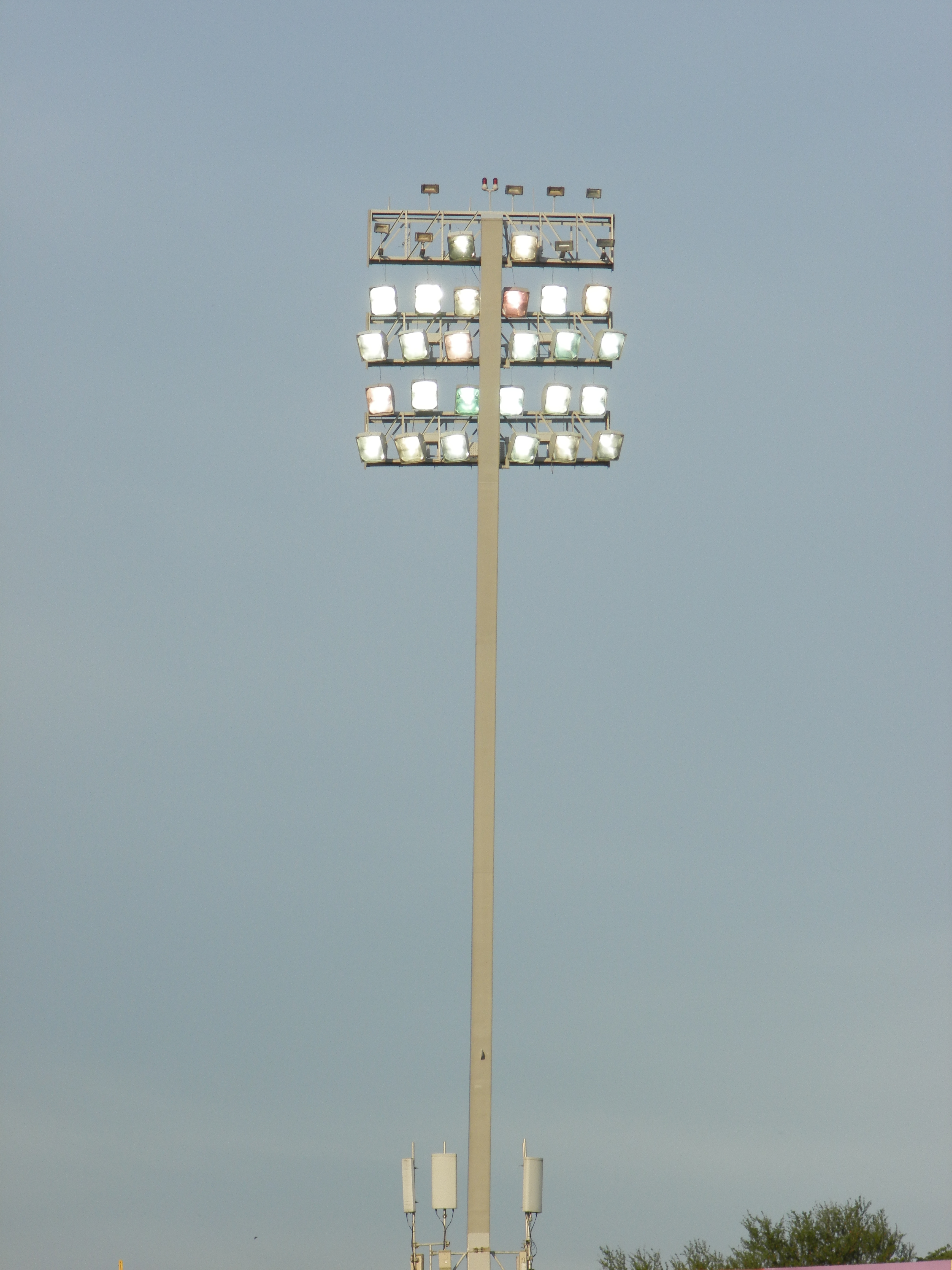
Imagen de la torre central de alumbrado eléctrico del Estadio Cuscatlán.

El Estadio Cuscatlán también cuenta con las siguientes especificaciones:
- 15 entradas de acceso al Estadio.
- 3 accesos a los palcos del Estadio
- 10 taquillas disponibles para la venta de boletos.
- Sectores:  Platea ,tribuna norte y sur, sombra norte y sur, sol preferente norte  y sur y sol general
- Cuenta con un sistema de drenaje francés.
- Nuevo sistema de riego automatizado por aspersión, que cuenta con 12 aspersores dentro del terreno de juego y 18 perimetrales, dividiendo la irrigación por zonas y optimizando el agua.
- Pantalla led 4K de 10 m²
- 560 palcos.[7]
- 4 camerinos completamente equipados y un gimnasio equipado.
- 2 Dug out con capacidad para 20 jugadores cada uno
- Una pantalla gigante de 100 m² led 4K[8] de alta definición.
- 6 cámaras robóticas colocadas estratégicamente en el estadio para la transmisión en pantalla gigante.
- Sistema de sonido interno tecnología Dolby Digital Surround 24 mil vatios.
- 16 cabinas para la radio y televisión.
- Sala de prensa
- 3 torres de alumbrado eléctrico, las cuales cuentan las torres norte y sur con 22 fanales cada una y en la del centro con 26 fanales y todas con 10 halógenas cada una.
- Se ha reforzado el sistema de iluminación del estadio con la instalación de 170 nuevas luminarias en haluro metal de 1 500 watts con capacidad de 1 000 luxes.
- Una cancha de fútbol 11
- Dos canchas de futbol rápido
- Cuatro canchas de fútbol sala
- Parqueo para 2.500 vehículos.
- El único estadio a nivel nacional que cumple con los requisitos de FIFA para partidos internacionales

## Eventos
- Liga Pepsi
- Juegos Centroamericanos y del Caribe 2002
- Eliminatorias mundalistas Sudáfrica 2010
- Copa de Naciones de la UNCAF 1995 y 2007
- Eliminatorias UNCAF Premundial Sub-20 2014
- Liga de Campeones de la Concacaf
- Conciertos
- Eventos privados [9]
- Liga de Naciones de Concacaf
- IFAF Central America Championships